# Dromornis
Il genere animale Dromornis era un gruppo di animali appartenenti alla Megafauna estinta, scomparso nel Tardo Miocene, come moltissimi altri generi di animali nel mondo.
Questi uccelli giganti (alti 3 metri e pesanti 450 kg) erano incredibilmente imparentati con le oche e popolavano l'Australia.
Si cibavano di noci, che rompevano con il loro grosso becco, e di altra frutta